# Jägtjärnen
Jägtjärnen är en sjö i Ovanåkers kommun i Hälsingland och ingår i Ljusnans huvudavrinningsområde. Sjön har en area på 0,0977 kvadratkilometer och ligger 392,2 meter över havet. Jägtjärnen ligger i Stormyran-Grannäsen Natura 2000-område.

## Delavrinningsområde
Jägtjärnen ingår i det delavrinningsområde (678632-150651) som SMHI kallar för Mynnar i Mållången. Medelhöjden är 379 meter över havet och ytan är 11,96 kvadratkilometer. Det finns inga avrinningsområden uppströms utan avrinningsområdet är högsta punkten. Vattendraget som avvattnar avrinningsområdet har biflödesordning 4, vilket innebär att vattnet flödar genom totalt 4 vattendrag innan det når havet efter 102 kilometer. Avrinningsområdet består mestadels av skog (86 procent). Avrinningsområdet har 0,2 kvadratkilometer vattenytor vilket ger det en sjöprocent på 1,7 procent.